# Chiesa arcivescovile maggiore
La Chiesa arcivescovile maggiore (in latino Ecclesia archiepiscopalis maior) è una delle strutture istituzionali, previste dal codice dei canoni delle Chiese orientali (CCEO), in cui sono suddivise le Chiese cattoliche di rito orientale.
Dal punto di vista terminologico, l'espressione Ecclesia archiepiscopalis maior è quella in uso nel CCEO ed è stata utilizzata dai pontefici nelle bolle di erezione delle Chiese arcivescovili maggiori di Ernakulam-Angamaly dei siro-malabaresi, di Trivandrum dei siro-malankaresi. e di Făgăraș e Alba Iulia dei rumeni. In questi documenti si trova tuttavia anche l'espressione Archiepiscopatus Maior.
Arcivescovo maggiore è il titolo proprio che spetta agli arcivescovi a capo delle Chiese arcivescovili maggiori.

## Normativa canonica
Il CCEO parla in modo specifico delle Chiese arcivescovili maggiori ai canoni 151-154, ma, in forza del can. 152, tutto ciò che si dice per la Chiesa patriarcale (canoni 55-150) vale anche per la Chiesa arcivescovile maggiore.

### Definizione
(Pio Vito Pinto, Dēmētrios Salachas, Commento al Codice dei canoni delle Chiese orientali, Libreria editrice vaticana, 2001, p. 145.)
La Chiesa arcivescovile maggiore «ha la stessa struttura e possiede la stessa autonomia della Chiesa patriarcale» ed è presieduta da un arcivescovo maggiore, a capo di «un'intera Chiesa orientale sui iuris non insignita del titolo patriarcale».
Una Chiesa arcivescovile maggiore:
- può essere eretta e soppressa solo dal Papa;[7]
- è circoscritta ad un territorio proprio, ossia il territorio di nascita della Chiesa sui iuris;[8]
- prende il nome dalla città dove risiede l'arcivescovo maggiore.[9]

Si differenzia da una Chiesa patriarcale solo per le modalità di elezione dell'arcivescovo maggiore.

### Arcivescovo maggiore

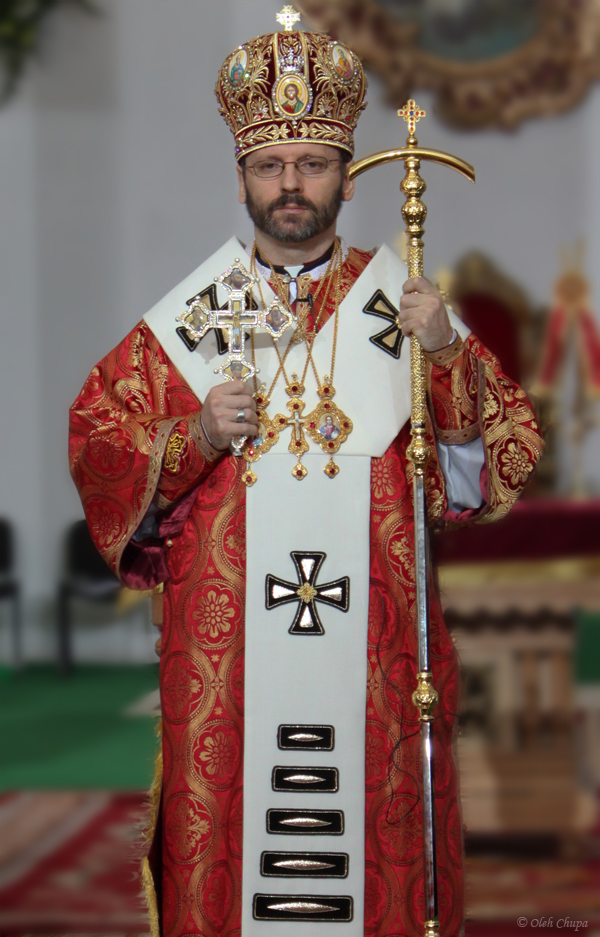
Svjatoslav Ševčuk, eletto a quarant'anni arcivescovo maggiore della Chiesa greco-cattolica ucraina.

Al canone 151 il CCEO definisce l'arcivescovo maggiore, a capo di una Chiesa arcivescovile maggiore:
(C.C.E.O. n. 151)
Gli arcivescovi maggiori hanno le stesse prerogative dei patriarchi delle Chiese cattoliche orientali e come questi vengono eletti dal sinodo della loro chiesa. Ma, mentre i patriarchi hanno solo l'obbligo di chiedere al papa la comunione ecclesiastica, l'elezione degli arcivescovi maggiori deve essere confermata dal pontefice.
Come quello patriarcale, il titolo arcivescovile maggiore è legato ad una determinata sede. Gli arcivescovi maggiori hanno il diritto, come i patriarchi, di utilizzare il titolo di Sua Beatitudine (Mar) e di indossare il pallio.

### I sinodi dei vescovi
Il CCEO distingue due sinodi dei vescovi nelle Chiese arcivescovili maggiori:
- il sinodo generale di tutti i vescovi;[16]
- il sinodo permanente dei vescovi della curia patriarcale.[17]

#### Il sinodo dei vescovi
I canoni 102-113 del CCEO definiscono i compiti e i doveri del Sinodo dei vescovi di una Chiesa patriarcale e, in forza del canone 152, anche del Sinodo dei vescovi di una Chiesa arcivescovile maggiore:
- il sinodo generale dei vescovi è convocato e presieduto dall'arcivescovo maggiore (canone 103);
- ne fanno parte tutti i vescovi che sono stati ordinati nella Chiesa arcivescovile maggiore ovunque esercitino il loro ministero (canone 102, §1);
- ha il compito di emanare leggi per l'intera Chiesa sui iuris (canone 110, §1);
- elegge l'arcivescovo maggiore e i vescovi del territorio proprio della Chiesa arcivescovile maggiore (canone 110, §3);
- elegge una terna di nomi per ogni vescovo da eleggere al di fuori del territorio proprio della Chiesa arcivescovile maggiore, terna che dovrà sottoporre alla Santa Sede, a cui spetta in ultima istanza la nomina del vescovo (canone 149);
- il sinodo rappresenta anche il supremo tribunale della Chiesa arcivescovile maggiore (canone 110, §2);
- le leggi e le decisioni prese dal sinodo devono essere comunicate alla Santa Sede e sono promulgate dall'arcivescovo maggiore (canone 102, §1).

#### Il sinodo permanente
I canoni 114-121 del CCEO definiscono i compiti e i doveri del Sinodo permanente di una Chiesa patriarcale e, in forza del canone 152, anche del Sinodo permanente di una Chiesa arcivescovile maggiore
il sinodo permanente fa parte della Curia arcivescovile maggiore (can. 114 §1), dura in carica 5 anni ed è costituito dall'arcivescovo maggiore, che presiede le riunioni del sinodo (can. 116 §1), e da quattro vescovi, di cui tre scelti dal sinodo generale dei vescovi e uno nominato dall'arcivescovo maggiore (can. 115). Il sinodo permanente ha potere esecutivo.

## Elenco delle Chiese arcivescovili maggiori
Sono quattro le Chiese arcivescovili maggiori istituite nella Chiesa cattolica, di cui una eretta prima della promulgazione del codice dei canoni delle Chiese orientali nel 1990, quando non era ancora in uso la terminologia di Ecclesia archiepiscopalis maior.
| Chiesa arcivescovile maggiore     | Anno di elevazione | Titolo               | Attuale arcivescovo maggiore       |
| --------------------------------- | ------------------ | -------------------- | ---------------------------------- |
| Chiesa greco-cattolica ucraina    | 1963               | Kiev-Halyč           | Svjatoslav Ševčuk                  |
| Chiesa cattolica siro-malabarese  | 1992               | Ernakulam-Angamaly   | Raphael Thattil                    |
| Chiesa cattolica siro-malankarese | 2005               | Trivandrum           | cardinale Isaac Cleemis Thottunkal |
| Chiesa greco-cattolica rumena     | 2005               | Făgăraș e Alba Iulia | cardinale Lucian Mureșan           |